# Nautiloid
Nautiloidi su grupa morskih glavonožaca (Mollusca) koji su nastali u kasnom kambrijumu i danas ih predstavljaju živi Nautilus i Allonautilus. Fosilni nautiloidi su raznovrsni i specifični, sa preko 2.500 zabeleženih vrsta. Oni su cvetali tokom ranog paleozoika, kada su činili glavne grabežljive životinje. Na početku svoje evolucije, nautiloidi su razvili izuzetnu raznolikost oblika školjki, uključujući namotane morfologije i džinovske forme sa ravnim školjkama (ortokone). Samo nekoliko retkih uvijenih vrsta, nautilusa, preživelo je do danas.

## Literatura
- http://www.ucmp.berkeley.edu/taxa/inverts/mollusca/cephalopoda.php (retrieved on May 11, 2014)
- Engeser T (1997—1998). „The Palcephalopoda/Neocephalopoda Hypothesis”. Архивирано из оригинала 2005-04-11. г.
- Teichert C (1988). „Main Features of Cephalopod Evolution”.  Ур.: Clarke ME, Trueman ER. The Mollusca. Paleontology and Neontology of Cephalopods. 12. Academic Press, Harcourt Brace Jovanovich.

## Spoljašnje veze
- Nautiloids: The First Cephalopods (TONMO.com)
- Palaeos
- „Lophotrochozoa : Mollusca”.